# 北会津町二日町
北会津町二日町（きたあいづまち ふつかまち）は、福島県会津若松市の大字である。郵便番号は965-0133。

## 地理
会津若松市北西部の北会津地区（旧北会津郡北会津村域）に属する。北で北会津町蟹川、東で阿賀川河川敷地内を範囲とする北会津町三本松を挟み神指町大字南四合、南で北会津町下米塚、西で北会津町中荒井とそれぞれ隣接する。概ね町村制施行以前の北会津郡伊和保村域のうち、旧二日町村の流れを汲む地域である。北会津地区東部に位置し、北部を東西に福島県道152号橋本会津高田線が横断する。域内全域にわたり水田が広がり、南部の南下河原、東上人壇に集落が位置する。北会津地区の他大字と同様に集落がある区画のほとんどは「字」以降を付けず大字に直接番地が続く住所表記がなされる。 

### 主な字
字
- 川原田
- 北上川原
- 木ノ下
- 五百川原
- 五郎所

- 下川原
- 藤兵衛田
- 二百苅
- 東上人壇
- 南下川原

## 歴史
- 1875年8月12日 - 中荒井村、二日町村、東麻生村が統合され伊和保村が発足する。
- 1879年1月27日 - 伊和保村が福島県内における郡区町村制の施行により北会津郡の村となる。
- 1889年4月1日 - 町村制の施行により伊和保村が周辺4村と合併し舘ノ内村が発足する。旧伊和保村域は舘ノ内村大字伊和保となる。
- 1953年4月1日 - 舘ノ内村が荒井村と合併して荒舘村が発足し、荒舘村の大字となる。
- 1956年5月1日 - 荒舘村が川南村と合併して北会津村が発足し、北会津村の大字となる。
- 2004年11月1日 - 北会津村が会津若松市に編入され会津若松市の大字となるのに伴い、大字伊和保のうち字五郎所乙、五百川原乙、木ノ下乙、下川原乙、南下川原乙、下川原、二百苅、北上川原、南下川原、藤兵衛田、東上人壇、川原田が北会津町二日町へと変更される。

## 世帯数と人口
2024年1月1日現在の世帯数と人口は以下の通りである。
| 大字           | 世帯数 | 人口 |
| -------------- | ------ | ---- |
| 北会津町二日町 | 26世帯 | 65人 |

## 小・中学校の学区
市立小・中学校に通う場合、学区は以下の通りとなる。
| 番地 | 小学校                 | 中学校                   |
| ---- | ---------------------- | ------------------------ |
| 全域 | 会津若松市立荒舘小学校 | 会津若松市立北会津中学校 |

## 交通

### 道路
- 福島県道152号橋本会津高田線
- 幹線一級市道28号
- 幹線二級市道26号

## 施設
- 二日町白山神社